# 一个中国政策
一個中國政策（英語：One-China Policy），簡稱一中政策，是各國政府基於對“一个中国”的理解而採取的外交政策，其內容與中华人民共和国宣稱的“一個中國原則”并非完全一致。中华人民共和国政府要求与之建交之国家先承認其一中原則，並在這個原則下建立外交關係；中華人民共和國政府在加入某一國際組織時，也會要求其遵守一中原則。
對於中華人民共和國政府，「一個中國政策」的重點在於其獲得外交承認時，會同時要求對方基於其宣稱的一個中國原則，不得同時承認遭其擊敗而退守臺灣的中華民國政府；中華人民共和國政府認為1949年以後播遷臺灣的所謂「中華民國政府」，只是中國領土上的一個地方當局。但是，部分国家基于其政治立场或地緣政治考量，在承認中華人民共和國是中國唯一合法政府的情况下，对于“一个中国原则”的認定或解释存在不同，进而构造出相对不同的“一個中國政策”。一中政策始於1972年美國總統尼克森與日本首相田中角榮先後訪問中華人民共和國，開始與中華人民共和國關係正常化的外交活動。
中華民國在兩蔣時代堅持中華民國政府是代表全中國的唯一合法政府，要求邦交國遵守「中華民國的一個中國原則」，不與中華人民共和國建立正式外交關係。這個立場在蔣經國政府時期開始鬆動。李登輝政府、陳水扁政府、蔡英文政府及後續政府皆採取務實外交政策，不再要求中國代表權、不再堅持一中政策，轉而在外交場合上強調中華民國的主權獨立、以及宣称海峽兩岸互不隸屬。但马英九政府时期奉行“活路外交”，坚持在“九二共识”及“一中各表”基础上处理对外及两岸关系，實際上是過往中華民國的「一個中國」原則之變體。

## 概論
中华人民共和国方面，中华人民共和国的一個中國原則可以用三段表述：（1）世界上只有一个中国；（2）中華人民共和國政府是代表（全）中國的唯一合法政府；（3）台灣是中國（领土）的一部份。中華人民共和國政府要求所有与其建立外交关系的国家，以及包括聯合國在內的國際組織，都必須承認與遵守這項原則，反對兩個中國、一中一台同台湾独立，在這個前提下與中國進行外交與經貿往來。因此中华人民共和国的所有邦交國，皆不承認中華民國为獨立主權的國家，并不与中華民國建立正式外交關係。
中华人民共和国政府发布的白皮书认为，中国政府于1945年10月25日“恢复对台湾行使主权”，中国因此从法律和事实上收复了台湾；中华人民共和国于1949年成立后，取代中華民國對中國的統治，完成国际法意义上的政权更迭，因此中华人民共和国政府作为中国的唯一合法政府，有權對台灣行使主權。
部分國家基于自身地缘政治考虑，常以自身立場对一中原則进行解释，以便同时發展對中國大陆與台灣的關係，进而产生“一个中国政策”的概念。以英國與美國模式為例，两国均同意世界上只有一個中国，中華人民共和國政府是代表全中國的唯一合法政府，但對於台灣地区的主權歸屬，則採取战略模糊（英語：Strategic Ambiguity）政策。在有关文件的英文版中只表示（中文翻譯有爭議，隨立場不同可翻譯為“認知”或“承認”，但程度低於）到中华人民共和国的对台湾是其领土的一部分之立場，但並未采用（中文譯為“承認”）或「英語：」（中文譯為“支持”）等术语。在美国的有关文件中，虽然“认知”这一术语在中文版中被以“承认”的词义进行翻译，然而美國政府多次公開澄清，美國採取的一個中國政策，與中华人民共和国政府的一個中國原則，並不相同。
中華民國方面，李登輝政府、陳水扁政府、蔡英文政府及後續政府，不再堅持一中原则，與其邦交國往来文书中不使用“中国”字样而以“华”或“台”作为简称，默許邦交國可與中華人民共和國發展經貿與外交關係，只主張中華民國為獨立主權國家，不受中華人民共和國管轄。願意在平等開放的基礎上，與任何國家發展外交關係。李登輝政府、陳水扁政與與蔡英文政府，皆願意接受雙重承認。
马英九政府时期則採行“活路外交”，坚持在“九二共识”及“一中各表”基础上处理与邦交国关系，不挑戰中華人民共和國的一個中國政策，反對雙重承認，避免觸及兩個中國。

## 各國模式

各國在一個中國政策上的立場，依照建交公報等。
聯合國模式/法國模式
英國模式
加拿大模式
日本模式
俄羅斯
荷蘭模式
美國模式
德國模式
印度模式，但此統計上卻沒有印度
中華民國邦交國模式

### 英國模式
英國模式為在英文本中，（中文譯為“承認”）中華人民共和國代表中國，（程度上低於，中文翻譯上有爭議）中華人民共和國主張台灣是中國不可分割的一部分；而中文本中，两处皆表述为“承认”。前后两处词汇，存在类似美国模式的用词差异。英國下議院曾發布政策指引，聲明「認知」與「承認」並不相同，英國不接受中國的一個中國原則。
採取英國模式的國家共有九國，除英國外，其餘為大英國協成員國，如澳洲、紐西蘭、馬來西亞、庫克群島、斐濟、薩摩亞等，此外還有西班牙與泰國等。美國除了採取這個措辭外，另外與北京以及台北方面各自提出保證。马来西亚和泰国分别在1999年和2023年与中华人民共和国的联合公报中更新了表述，明确承认了台湾是中国领土。
有澳大利亚官员在签署与中华人民共和国的建交公报时说：“在我们的观点中，这个模式较英国模式而言，更为接近加拿大模式。“Acknowledges”一词的语义非常类似英文的“takes note”（注意到）。澳大利亞外交貿易部指出，澳洲的“一个中国”政策基礎是，澳洲不承認中華民國是一個主權國家，也不將臺灣當局視為具有國際法人格的政府。雖然澳台政府之間沒有正式的官方關係，但仍保持非官方關係。例如，澳洲在台办事處不具有外交地位，而臺灣在澳洲名為「臺北經濟文化代表處」的代表機構亦同。
澳洲學者安德鲁·戈德温（Andrew Godwin）表示「acknowledged」就北京的立場而言指台灣是中國的一省，而這個用字的有效解釋，就澳大利亞而言「既不接受」北京的立場（指台灣是中國的一省），「也不承認」台灣是中國的一省。

### 美國模式
美國採取的一中政策，在外交公報措辭上採用英國模式，但同時間向中華人民共和國與中华民国提供各自的保證。

#### 中美建交公报
關於中國對於「一个中国」與「台灣主權」的立場，美國在《中美建交公报》中聲明：
| 英文本 | 中文本 |
| --- | --- |
| The United States of America recognizes the Government of the People's Republic of China as the sole legal Government of China. Within this context, the people of the United States will maintain cultural, commercial, and other unofficial relations with the people of Taiwan. | 美利坚合众国承认中华人民共和国政府是中国的唯一合法政府。在此范围内，美国人民将同台湾人民保持文化、商务和其他非官方关系。 |

| 英文本 | 中文本                                                               |
| --- | -------------------------------------------------------------------- |
| The Government of the United States of America acknowledges the Chinese position that there is but one China and Taiwan is part of China. | 美利坚合众国政府承認中国的立场，即只有一个中国，台湾是中国的一部分。 |

#### 1979年以后
1979年2月，美國副國務卿華倫·克里斯多福在此議題上表明美國認為英文才是對美國有拘束力的條文，即美國承認中華人民共和國政府是中國的唯一合法政府與中華民國主權並未衝突。2009年11月，美國在臺協會主席薄瑞光在媒體圓桌會議上也表明，關於中美聯合公報所載的「台灣是中國的一部份」，美國在公報中「認知中國的立場……過去三十七年來，美國明白表示『認知』不代表認可、不代表接受，除了『認知』以外不代表任何意義。」
有人认为，美国并未放弃其在台湾的战略利益，也一直没有放弃岛链封锁中国大陸的战略，故台湾问题一直被中华人民共和国方面认为是“中美关系发展中最敏感的问题”，“中美关系发展最大的障碍”。2005年5月13日，抵达美国纽约出席联合国成立60周年首脑会议的中共中央总书记兼中华人民共和国主席胡锦涛，在会晤美国总统乔治·沃克·布什时，再次提出“中美关系的关键在台湾问题”。美國總統與國務卿則多次強調台灣問題也是人權問題，其處理應當是和平方式且需尊重台灣之民意。
但此後美國政府一直保持模糊政策，直至2004年中，美國政府因應陳水扁政府激進動作，不得不進行了一次其不支持台獨（亦非反對）的表示。值得注意的是，美國在提及關於最終主權地位時，均使用“福爾摩沙”（Formosa），而其他時候則使用“台灣”（Taiwan)。此外，通过中美三个联合公报以及美国国内法台灣關係法，但美國的態度是傾向（interest）中國人自己和平解決（對）台灣（主權）問題，並未明確反對以片面或非和平的方式來解決。除履行對台撤軍承諾外，亦無規劃解決問題之時間表，並宣稱這樣的政策符合美國的利益，也符合台海兩岸人民的利益，同時重申自杜魯門總統所確定之「美國對台灣沒有領土野心」未做改變。
因此按照美国的说法，不論是韓戰時協防臺灣、金門砲戰時協助中華民國國軍運補、與中华人民共和国的日內瓦會談、台灣關係法的訂定及執行、中美三個聯合公報的簽訂、1996年台海危機時巡弋台海、反對台灣公投、不支持台灣加入聯合國等，皆無支持或反對兩岸統一或台灣獨立之立場，僅因美國的政策需符合美國的利益，美國的政策是清晰的、一貫的，而且沒有改變。
美國國會研究處在研究中國/台灣「一個中國政策」報告書中（日期：2007年7月9日）闡述美國的立場，並總結了五點：
1. 在1972年、1979年和1982年三個美中聯合公報中，美國沒有明確說明台灣的主權地位。
2. 美國「認知」兩岸「一個中國」的立場。
3. 美國的政策「沒有承認」中华人民共和國對台灣的主權。
4. 美國的政策「沒有承認」台灣為主權國家。
5. 美國的政策認為台灣地位未定。

這些內容在2013年美國國會研究處的研究報告中保持不變。
美國國會研究服務處在2014年發佈的《「一個中國」政策的演變–來自華盛頓、北京及台北的關鍵聲明》與《美台關係》兩份報告中的總結部份說到：簡單地說，美國關注於台灣問題的解決過程上，對結果不預設立場。
2016年底，唐納·川普就職美國總統前，曾試圖以一中政策作為與中國的外交及貿易談判的籌碼，藉台灣為棋子，獲取如朝鮮核問題、南海爭議、貿易等各方面議題的談判優勢，並爭取中國在有關方面作出讓步。曾表示他充分理解一個中國政策，但除非和中國能在其他事情，包括貿易問題上談成協議，否則“不需受到一個中國政策約束（be bound by a one China policy）”。但中方認為此舉嚴重冒犯，遭到中方的强烈不满，中国外交部重申一个中国政策是中方底线，不可談判。
2017年1月20日，特朗普在正式接任總統後沒有按傳統發表農曆新年的總統講話，但於2017年2月9日致函中共中央总书记兼中国国家主席习近平，表达对共同推动惠及两国的建设性中美关系的愿景及祝贺中国民众春节和元宵节快乐。特朗普在9日當晚與習近平通話後表示，美國將加強與中國之間的關係，並遵循美國長期以來的「一個中國」政策（Honor America's long-standing "One China" policy），同時雙方也互相邀請對方來自己國家會面。
2017年6月15日，美國國務卿雷克斯·提勒森表示，美國的「一中政策」與中共的「一中原則」有不同解釋，美方亦信守台灣關係法履行所有對台承諾。
2020年8月31日，美國國務院東亞暨太平洋事務助理國務卿史達偉表示，美國長久以來的「一中政策」與北京的「一中原則」不同。中共主張對台灣擁有主權，但美方並未對台灣主權抱持任何立場，美方認為台灣議題必須以和平、且為兩岸人民接受的方式解決。美台保持廣泛且友好的非正式關係，並依循《台灣關係法》承諾協助台灣自我防衛。
2020年11月12日，美国国务卿蓬佩奥接受媒体採訪時表示，“台湾一直不是中国的一部分。”但美國國國務院隨後表示，美国的「一个中国政策」基于美中三项联合公报、台湾关系法与六项保证，美国对台湾主权不采取任何立场。實際上，蓬佩奥呼籲美國放棄「承認（recognize）中華人民共和國政府是中國的唯一合法政府」，僅「認知（acknowledges）海峽兩岸所有中國人都認爲僅存在一個中國，即台灣是中國的一部分」，並於2022年4月以在野身份發表演講時重申呼籲。
2021年10月，時任美國國防部發言人約翰·柯比表示，國防部長期遵守「一中政策」，與北京主張中國共產黨擁有台灣主權的「一中原則」有所不同，美國不對台灣主權採取立場；國防部持續支持在符合台灣人民意願與最佳利益的情況下，和平解決兩岸議題，美國對台支持堅若磐石，有助維護兩岸和區域的和平穩定。
2021年11月4日，美國國務院發言人内德·普莱斯表示，美國始終堅持自己的「一個中國政策」，也就是六項保證、三個聯合公報和《台灣關係法》為指導的「一中政策」，並指與中華人民共和國版本的「一中原則」是「截然不同」的。普萊斯還他表示美國承諾繼續支持台灣的自衛，反對任何試圖改變兩岸關係現狀的單邊行動。
2022年5月21日，美國國務院發言人内德·普莱斯在Twitter表示：中華人民共和國繼續公開歪曲美國的政策。美國不贊同中華人民共和國的「一個中國原則」——我們仍然致力於我們兩黨長期的「一個中國政策」，以《台灣關係法》、《三份聯合公報》和六項保證為指導。
2022年5月22日，美國駐華大使館於Twitter轉發美國國務院發言人普萊斯的內容並表示：中華人民共和國繼續公開錯誤描述美國的政策。美國並不同意中華人民共和國的「一個中國原則」 - 我們仍然致力於我們長久以來、不分黨派、在《台灣關係法》、《三個聯合公報》和六項保證指引下的「一個中國政策」。
2022年9月26日，美國國務院發言人内德·普莱斯表示，美國「一中政策」沒有改變，美國未對台灣主權採取立場，該政策自1979年來作為美國對台做法的核心，目前依然有效。美國希望看到現狀繼續維持下去，這個現狀過去40多年來鞏固台灣海峽和平與穩定。

### 加拿大模式
加拿大在1970年10月10日與中華人民共和國完成建交談判。加拿大使用「注意到中國的立場（take note of）」。這被稱為加拿大模式（Canada Formula）。阿根廷、比利時、巴西、加拿大、智利、哥倫比亞、科特迪瓦、厄瓜多爾、希臘、冰島、意大利、黎巴嫩、馬耳他、秘魯、烏拉圭、委內瑞拉皆採用這個模式，惟智利于2008年、秘鲁于2016年与中华人民共和国的联合声明中已更新表述，明确承认台湾是中国领土。
加拿大全球事务部指出，根据加拿大的一个中国政策，加拿大与台湾保持着非官方但有价值的经济、文化和“人民对人民”（people-to-people）的联系。

### 日本模式
日本與中華人民共和國的建交公報中，承認中華人民共和國是中國唯一合法代表，「充分理解並尊重」（十分理解し、尊重し）中華人民共和國認為台灣是他們領土的立場。在司法和行政实践中，日本政府不承认中华民国政府的合法性，认为“台湾并不是一个正式的国家”，因而拒绝受理中华民国政府开出的证明文件。
這個模式共有16國採用，包括丹麥、匈牙利、菲律賓等。

### 荷蘭模式
荷蘭政府在外交公報上，承認中華人民共和國為中國唯一合法政府，「尊重」（respect）中華人民共和國主張台灣是中國的一省。
除荷蘭外，韓國也採用這個模式。

### 法國模式
法國在外交公報上，承認（recognize）中華人民共和國為中國唯一合法政府，台灣是中華人民共和國的一部份。
如俄罗斯、巴基斯坦、葡萄牙等國皆採取這個模式，共有51國。
捷克總統彼得·帕維爾在2023年哥本哈根民主高峰會曾發言，捷克會用自己的「一中政策」與台灣交往，不會完全接受中华人民共和国的一中原則。
中华民国前邦交国冈比亚、聖多美普林西比、巴拿马、多米尼加、布基纳法索、萨尔瓦多、所羅門群島、吉里巴斯、尼加拉瓜、宏都拉斯，都在与中華人民共和國建立或恢復外交關係时，承認中華人民共和國政府是代表全中國的唯一合法政府、台灣是中國領土不可分割的一部分。

### 德國模式
德國承認中華人民共和國為中國唯一合法政府，但在外交公報上沒有明確提到台灣為中華人民共和國領土。有41個國家採取這個模式，歐盟也採取這個模式。
德国政府在中德2004年发表的一份联合声明中，表示德国坚持明确的“一个中国”的政策，支持中国和平统一。反对“台湾独立”。
欧盟表示，其遵循坚持一个中国政策，认为台湾不是主权国家，不与台北政府建立任何意义上的外交关系。但认知台湾作为经济和贸易实体的存在性。對中華人民共和國的觀點（「台灣是中國的一部分」）表示理解、尊重或認知。同時在符合歐盟的「一中政策」以及歐盟的政策目標下，歐盟支持以務實方式處理台灣的國際參與問題，包括WHA、WHO及其所有技術性會議，並主張歐盟的「一中政策」與中國的「一中原則」不同，歐盟不斷強化與台灣在經貿關係、科學、教育與文化等各種領域的良好合作關係。
2023年7月13日，德國聯邦政府發布《中國戰略》報告，其中對於一個中國政策的大綱描述為：「一個中國政策仍是我們的行動基礎。德國只與中華人民共和國建立了外交關係。但我們與台灣在許多領域保持著緊密和良好的關係，而且要擴大這樣的關係。在歐盟的一個中國政策的框架下，我們支持民主台灣在國際組織中參與實際工作。改變台灣海峽現狀只能以和平方式和通過協商一致加以實現。軍事升級也會觸及德國和歐盟的利益。」

### 印度模式
印度于1949年12月承认中华人民共和国并与其建交，在与中华人民共和国开放外交关系的谈判中，印度同意不与中华民国建立官方关系，也不支持台湾作为中国代表加入联合国。然而，在印度承认中华人民共和国时，尼赫鲁和周恩来之间的正式通信中没有提到任何一方的一个中国政策。同样的事实是，当时的印度总理拉吉夫·甘地于1988年12月访问（或时任中国总理李鹏于1991年12月回访）后两国关系正常化时，联合新闻公报没有提到“一个中国”。
1996年11月30日，中共中央总书记、中国国家主席江泽民访问印度期间，双方首次提到“一个中国”的联合声明。印度的意图可能是向中国保证，印度1995年在台北开设非官方办事处的决定并不意味着政策的改变。在此後，双边联合声明中至少又提到了“一中”四次。
然而，新德里从2008年起停止公开提及“一中”政策。当时，北京发布一系列声明，主张拥有印度东部的阿鲁纳恰尔邦主权，并对查谟与克什米尔（今属拉达克）的部分居民发放另纸签证（stapled visas）。目前，印度外交部刻意保持模糊、不愿重申所谓的“一中”。
印度在外交公报上，未提到中华人民共和国为中国唯一代表，也未提到台湾。共有27國採取這個立場。

### 中華民國邦交國模式
與中華民國保有邦交的國家，不承認中華人民共和國的一個中國原則。承諾將會繼續支持中華民國保持獨立。其中，瓜地馬拉承认中华民国是唯一且真正的中国。

## 各國立场列表

中华人民共和国
与中华人民共和国建交，且明确承认台湾是中国领土
与中华人民共和国建交，其“一个中国政策”模糊
中华民国（台湾）
与中华民国（台湾）建交
主权国的无主权属地，或者与中华人民共和国和中华民国均不建交，或者缺少资料

### 与中华人民共和国建交的国家
截至2024年2月，中华人民共和国与183个国家建立了外交关系，其中有180个联合国会员国和3个非会员国（巴勒斯坦、库克群岛、纽埃），这些国家全部都有某种形式的“一中政策”，但其涵义的清晰度有所不同。根据下表的统计，有135个国家明确承认台湾为中国领土或为中国一省，其中131个为与中华人民共和国建交的联合国会员国、1个为联合国会员国但非建交国（不丹），约占联合国会员国总数的三分之二；3个为建交的非会员国（巴勒斯坦、纽埃、库克群岛）。在剩余49个建交国中，有33个国家明确提到“中华人民共和国为代表全中国的唯一合法政府”。剩余的16个国家都声明他们“有一个中国政策”或“奉行一个中国原则”，但其内涵不清晰。

#### 亚洲
| 国家               | 承认“中华人民共和国政府是代表中国的唯一合法政府”                                               | 承认“世界上只有一个中国”                                                                       | 承认“台湾是中国领土（不可分割的一部分）” | 备注 |
| ------------------ | ---------------------------------------------------------------------------------------------- | ---------------------------------------------------------------------------------------------- | --- | --- |
|                    | 通常认为是                                                                                     | 通常认为是                                                                                     | 是 | 未查到朝方外交文件正式表述，但通常认为朝方承认北京的立场 |
| 蒙古国             | 支持中方在台湾问题上的立场                                                                     | 支持中方在台湾问题上的立场                                                                     | 支持中方在台湾问题上的立场 | “蒙方重申坚定奉行一个中国原则，支持中方在台湾、涉港、涉疆、涉藏问题上的立场。”                                                                               |
| 日本               | 是                                                                                             | 是                                                                                             | 中华人民共和国政府重申：台湾是中华人民共和国领土不可分割的一部分。日本国政府充分理解和尊重中国政府的这一立场，并坚持遵循波茨坦公告第八条的立场。 | 参见中日联合声明和中日联合宣言 |
|                    | 是                                                                                             | 尊重中方只有一个中国、台湾是中国的一部分之立场                                                 | 尊重中方只有一个中国、台湾是中国的一部分之立场                                                                                                   | 建交公报 |
| 越南               | 是                                                                                             | 是                                                                                             | 是 | [ 80 ] |
| 印度尼西亞         | 是                                                                                             | 是                                                                                             | 是 | [ 81 ] |
| 緬甸               | 是                                                                                             | 是                                                                                             | 是 | [ 82 ] [ 83 ] |
| 柬埔寨             | 是                                                                                             | 是                                                                                             | 是 | [ 84 ] |
|                    | 是                                                                                             | 是                                                                                             | 是 | [ 85 ] |
| 马来西亚           | 是                                                                                             | 是                                                                                             | 是 | 见联合（建交）公报和1999年联合声明 |
| 菲律賓             | 是                                                                                             | 充分理解和尊重中国政府关于只有一个中国，台湾是中国领土不可分割的一部分的立场                   | 承认（recognize） | 建交公报，关于21世纪双边合作框架的联合声明 |
| 泰國               | 是                                                                                             | 是                                                                                             | 是 | 见建交公报和2023年联合新闻公报 |
| 新加坡             | 是                                                                                             | 承认（recognize）                                                                              | 承认（recognize） | [ 88 ] [ 89 ] |
|                    | 是                                                                                             | 是                                                                                             | 是 | [ 90 ] |
| 东帝汶             | 是                                                                                             | 是                                                                                             | 是 | 建交公报 |
| 印度               | 印度是最早承认一个中国的国家之一，其一个中国政策没有改变。印度表示，将继续遵守一个中国的政策。 | 印度是最早承认一个中国的国家之一，其一个中国政策没有改变。印度表示，将继续遵守一个中国的政策。 | 印度是最早承认一个中国的国家之一，其一个中国政策没有改变。印度表示，将继续遵守一个中国的政策。                                                   | 在外交公报上，未提到中华人民共和国为中国唯一代表，也未提到台湾，参见上文“印度模式”。                                                                         |
| 巴基斯坦           | 是                                                                                             | 是                                                                                             | 是 | [ 92 ] |
| 阿富汗伊斯兰共和国 | 是                                                                                             | 是                                                                                             | 是 | [ 93 ] |
| 尼泊尔             | 是                                                                                             | 是                                                                                             | 是 | [ 94 ] |
| 斯里蘭卡           | 是                                                                                             | 是                                                                                             | 是 | [ 95 ] |
| 馬爾地夫           | 是                                                                                             | 是                                                                                             | 是 | 建交公报 |
|                    | 是                                                                                             | 是                                                                                             | 是 | [ 96 ] |
|                    | 是                                                                                             | 是                                                                                             | 是 | [ 97 ] |
|                    | 是                                                                                             | 是                                                                                             | 是 | 建交公报 |
|                    | 是                                                                                             | 是                                                                                             | 是 | 建交公报 |
|                    | 是                                                                                             | 是                                                                                             | 是 | 建交公报 |
|                    | 是                                                                                             | 是                                                                                             | 是 | 建交公报 |
| 叙利亚             | 是                                                                                             | 是                                                                                             | 是 | [ 98 ] |
| 葉門               | 是                                                                                             | 重申也门共和国支持一个中国政策原则的明确且坚定的立场                                           | 坚决支持中国主权独立与领土完整。坚定支持中国统一大业。                                                                                           | 参见建交公报（南也门）。没有外交文件明确表述“台湾是中国领土”，但有“支持中国领土完整”的表述。另有该国萨利赫总统会见全国人大代表团时“支持中国统一大业”的表述。 |
| 伊拉克             | 是                                                                                             | 支持中国维护国家主权和领土完整，支持中国统一大业                                               | 支持中国维护国家主权和领土完整，支持中国统一大业                                                                                                 | 见2015年联合声明，没有外交文件明确表述“只有一个中国”或“台湾是中国领土”，但有该国副外长“支持中国维护国家主权和领土完整，支持中国统一大业”的表述。             |
| 科威特             | 是                                                                                             | 是                                                                                             | 是 | [ 103 ] |
| 土耳其             | 是                                                                                             | 是                                                                                             | 无相关表述 | 参见建交公报和土耳其总统埃尔多安会见中国外长王毅时的表态 |
| 伊朗               | 是                                                                                             | 是                                                                                             | 无相关表述 | 见建交公报和2023年联合声明 |
| 黎巴嫩             | 是                                                                                             | 是                                                                                             | 中国政府重申：台湾是中华人民共和国领土不可分割的一部分。黎巴嫩政府注意到中国政府的这一声明。                                                     | 建交公报 |
| 賽普勒斯           | 是                                                                                             | 是                                                                                             | 无相关表述 | 建交公报 |
| 约旦               | 是                                                                                             | 是                                                                                             | 是 | 建交公报 |
| 阿曼               | 是                                                                                             | 是                                                                                             | 是 | [ 106 ] |
| 阿联酋             | 支持中国政府在台湾问题上的立场                                                                 | 支持中国政府在台湾问题上的立场                                                                 | 支持中国政府在台湾问题上的立场 | [ 107 ] |
|                    | 坚定奉行一个中国政策                                                                           | 坚定奉行一个中国政策                                                                           | 坚定奉行一个中国政策 | 参见2014年联合声明，在外交公报上，未提到中华人民共和国为中国唯一代表，也未提到台湾。                                                                         |
| 巴勒斯坦           | 是                                                                                             | 是                                                                                             | 是 | [ 109 ] |
| 巴林               | 是                                                                                             | 是                                                                                             | 是 | [ 110 ] [ 111 ] |
| 沙烏地阿拉伯       | 是                                                                                             | 是                                                                                             | 是 | [ 112 ] [ 113 ] |
| 以色列             | 是                                                                                             | 是                                                                                             | 是 | 建交公报 |
|                    | 是                                                                                             | 是                                                                                             | 是 | 建交公报 |
| 亞美尼亞           | 是                                                                                             | 是                                                                                             | 是 | 建交公报 |
|                    | 是                                                                                             | 是                                                                                             | 是 | 建交公报 |

#### 非洲
| 国家             | 承认“中华人民共和国政府是代表中国的唯一合法政府”                               | 承认“世界上只有一个中国” | 承认“台湾是中国领土（不可分割的一部分）” | 备注 |
| ---------------- | ------------------------------------------------------------------------------ | --- | --- | --- |
| 埃及             | 是                                                                             | 是 | 是 | 参见建交公报（埃及共和国）与2014年联合声明 |
| 摩洛哥           | 奉行一个中国政策（adhere to the one-China policy）                             | 奉行一个中国政策（adhere to the one-China policy） | 奉行一个中国政策（adhere to the one-China policy） | 没有外交文件明确表述“唯一合法政府”“世界上只有一个中国”或“台湾是中国领土”，见驻华使馆声明， |
| 阿尔及利亚       | 是                                                                             | 是 | 是 | 见2004年新闻公报 |
| 苏丹             | 支持中国在台湾问题上的立场                                                     | 支持中国在台湾问题上的立场 | 支持中国在台湾问题上的立场 | [ 117 ] |
| 几内亚           | 坚持一个中国政策                                                               | 坚持一个中国政策 | 坚持一个中国政策 | 没有外交文件明确表述“唯一合法政府”“世界上只有一个中国”或“台湾是中国领土”，见该国外长表态 |
|                  | 不明确                                                                         | 是 | 是 | 网络上无法查到建交公报，无法查到外交文件中承认“唯一合法政府”的表述，但该国已承认台湾为中国领土，见2006年联合公报 |
|                  | 是                                                                             | 是 | 是 | 见该国外交部对台湾2024大选的声明 |
|                  | 不明确                                                                         | 是 | 是 | 网络上无法查到建交公报，无法查到外交文件中承认“唯一合法政府”的表述，但该国已承认台湾为中国领土，见该国外交部对台湾2024大选的声明 |
| 刚果民主共和国   | 不明确                                                                         | 是 | 是 | 无法查到外交文件中承认“唯一合法政府”的表述，但该国已承认台湾为中国领土，见2023年联合声明 |
| 乌干达           | 是                                                                             | 是 | 是 | [ 123 ] |
|                  | 是                                                                             | 是 | 是 | [ 124 ] |
|                  | 是                                                                             | 是 | 是 | 见该国外交部常秘巴希卡科会见中国驻布大使时的表态 |
| 突尼西亞         | 恪守一个中国原则和联大2758号决议，支持中国在全部国土上行使主权                 | 是 | 是 | 见关于建立战略伙伴关系的联合声明，没有外交文件明确表明“只有一个中国”见该国总统赛义德会见中国外长王毅时的表态 |
| 刚果共和国       | 坚持一个中国原则，支持中华人民共和国政府实现国家完全统一的努力                 | 坚持一个中国原则，支持中华人民共和国政府实现国家完全统一的努力 | 坚持一个中国原则，支持中华人民共和国政府实现国家完全统一的努力 | 没有外交文件明确表明“只有一个中国”“唯一合法政府”或“台湾是中国领土”，见该国对台湾2024大选的表态 |
| 坦桑尼亚         | 不明确                                                                         | 是 | 是 | 没有外交文件明确提及“唯一合法政府”，但该国已承认台湾为中国领土，见2022年联合声明 |
| 中非             | 是                                                                             | 是 | 是 | [ 129 ] |
| 尚比亞           | 是                                                                             | 是 | 是 | [ 130 ] |
|                  | 是                                                                             | 是 | 是 | [ 131 ] [ 132 ] |
| 毛里塔尼亚       | 是                                                                             | 是 | 世界上只有一个中国，联合国大会已就台湾问题通过有关决议。毛塔自独立以来从未与台湾发生过任何官方往来，毛塔国家元首和外交部长多次在联合国大会公开发言中表明尊重中国国家主权、坚持一个中国原则。重申毛塔政府将继续奉行一个中国原则，这一立场不会改变。 | 见建交公报和外长表态 |
| 赤道几内亚       | 是                                                                             | 是 | 是 | 见建交公报和关于建立全面战略合作伙伴关系的联合声明 |
| 衣索比亞         | 是                                                                             | 是 | 支持中方为实现国家统一所作的一切努力 | [ 134 ] |
| 奈及利亞         | 是                                                                             | 是 | 是 | [ 135 ] |
| 喀麦隆           | 是                                                                             | 是 | 支持中国为实现国家统一所做的一切努力 | 见建交公报、2007年联合公报 |
|                  | 是                                                                             | 是 | 不明确 | 外交文件中没有提到台湾，见建交公报 |
| 卢旺达           | 是                                                                             | 坚定支持/坚信 | 坚信 | “卢方坚定支持一个中国原则，坚信世界上只有一个中国，中华人民共和国政府是全中国的唯一合法代表，台湾是中国的一部分。卢方立场非常清楚，没有歧义，从未改变，将来也不会改变。” |
| 塞内加尔         | 是                                                                             | 是 | 是 | 复交公报 |
| 模里西斯         | 是                                                                             | 是 | 是 | 见建交公报和2024年该国外长表态 |
| 多哥             | 是                                                                             | 是 | 是 | “当王毅抵达洛美国际机场时，专程前往迎接的多哥外长迪塞一见面就对王毅说，多哥坚定奉行一个中国原则，支持中国政府在台湾问题上的立场。多哥政府已专门发布公告，强调世界上只有一个中国，中华人民共和国政府是代表全中国的唯一合法政府。台湾是中国领土不可分割的一部分，台湾事务是中国的内政。多哥完全支持中方维护主权和领土完整。” |
| 马达加斯加       | 马方坚定奉行一个中国原则，支持中方在涉台、涉港、涉藏、涉疆等问题上的立场       | 马方坚定奉行一个中国原则，支持中方在涉台、涉港、涉藏、涉疆等问题上的立场 | 马方坚定奉行一个中国原则，支持中方在涉台、涉港、涉藏、涉疆等问题上的立场 | [ 140 ] |
|                  | 是                                                                             | 是 | 是 | 复交公报 |
| 布吉納法索       | 是                                                                             | 是 | 是 | 复交公报 |
|                  | 是                                                                             | 是 | 是 | 见复交公报和政府表态 |
| 加彭             | 是                                                                             | 是 | 是 | 见建交公报和2023年联合声明 |
| 尼日尔           | 是                                                                             | 是 | 是 | 建交公报 |
|                  | 是                                                                             | 是 | 是 | 复交公报 |
|                  | 是                                                                             | 是 | 是 | 建交公报 |
| 莫桑比克         | 不明确                                                                         | 是 | 是 | 外交文件中未查到“唯一合法政府”的明确表态，但该国承认台湾是中国的一个省，见新闻公报（同意建交）和2016年联合声明 |
| 聖多美和普林西比 | 是                                                                             | 是 | 是 | 复交公报 |
|                  | 是                                                                             | 是 | 是 | 见建交公报和外长表态 |
|                  | 坚定地支持中国统一大业，希望台湾问题早日得到解决。重申一贯坚定支持一个中国原则 | 坚定地支持中国统一大业，希望台湾问题早日得到解决。重申一贯坚定支持一个中国原则 | 坚定地支持中国统一大业，希望台湾问题早日得到解决。重申一贯坚定支持一个中国原则 | 外交文件中未查到“唯一合法政府”“只有一个中国”或“台湾是中国领土”的表述见政府表态 |
| 塞舌尔           | 是                                                                             | 坚定支持一个中国原则，认为这一原则是实现祖国和平统一、在国际社会进行建设性接触的唯一正确道路 | 坚定支持一个中国原则，认为这一原则是实现祖国和平统一、在国际社会进行建设性接触的唯一正确道路 | 见建交公报和政府声明 |
| 利比里亚         | 是                                                                             | 是 | 是 | 见复交公报和政府表态 |
| 利比亞           | 支持一个中国原则，尊重中国主权和领土完整                                       | 支持一个中国原则，尊重中国主权和领土完整 | 支持一个中国原则，尊重中国主权和领土完整 | 见该国驻华使馆2024年1月发布的消息 |
|                  | 不明确                                                                         | 将坚定奉行一个中国政策，支持中国为实现国家统一所作的努力，反对任何制造“两个中国”或“一中一台”的图谋，不与台湾当局建立任何形式的官方关系，不与其进行任何形式的官方往来                               | 将坚定奉行一个中国政策，支持中国为实现国家统一所作的努力，反对任何制造“两个中国”或“一中一台”的图谋，不与台湾当局建立任何形式的官方关系，不与其进行任何形式的官方往来                                                                               | 外交文件中未明确见到“唯一合法政府”表述，但该国反对“两个中国”“一中一台”，见建交公报和2003年联合新闻公报 |
| 辛巴威           | 不明确                                                                         | 津巴布韦是中国的老朋友，坚定地站在中国一边，只承认一个中国。国际社会公认，世界上只有一个中国，台湾是中国领土不可分割的一部分，坚决反对任何国家以任何形式违反一个中国政策。                         | 津巴布韦是中国的老朋友，坚定地站在中国一边，只承认一个中国。国际社会公认，世界上只有一个中国，台湾是中国领土不可分割的一部分，坚决反对任何国家以任何形式违反一个中国政策。                                                                         | 未明确提及“唯一合法政府”，但在同一篇声明中提及该国有一个中国政策，以及认为“国际社会公认”只有一个中国、台湾是中国领土，参见该国政府发言人对佩洛西访问台湾的声明。 |
| 安哥拉           | 是                                                                             | 是 | 是 | [ 152 ] |
|                  | 是                                                                             | 中国政府声明：台湾是中华人民共和国领土不可分割的一部分。象牙海岸政府已注意到这一声明（1983年建交公报）。科特迪瓦在台湾问题上的立场清晰明确，那就是，世界上只有一个中国，台湾是中国一部分（2024年） | 中国政府声明：台湾是中华人民共和国领土不可分割的一部分。象牙海岸政府已注意到这一声明（1983年建交公报）。科特迪瓦在台湾问题上的立场清晰明确，那就是，世界上只有一个中国，台湾是中国一部分（2024年）                                                 | 见建交公报和2024年该国总统瓦塔拉会见中国外长王毅时的表态 |
| 賴索托           | 是                                                                             | 是 | 是 | 见建交公报和该国外交部对台湾2024大选的声明 |
| 纳米比亚         | 是                                                                             | 是 | 是 | 见建交联合公报和2007年联合公报 |
|                  | 是                                                                             | 是 | 是 | 见建交公报和2024年该国外长向中方所致的函件 |
| 南非             | 是                                                                             | 是 | 是 | 见建交公报和2007年联合公报 |
| 马拉维           | 是                                                                             | 是 | 是 | 建交公报 |
| 南蘇丹           | 是                                                                             | 是 | 是 | 建交公报 |

#### 欧洲
| 国家       | 承认“中华人民共和国政府是代表中国的唯一合法政府” | 承认“世界上只有一个中国” | 承认“台湾是中国领土（不可分割的一部分）” | 备注 |
| ---------- | --- | --- | --- | --- |
| 俄羅斯     | 是 | 是 | 是 | [ 158 ] |
| 保加利亚   | 是 | 是 | 是 | [ 159 ] |
| 羅馬尼亞   | 是 | 是 | 是 | [ 160 ] |
| 匈牙利     | 是 | 是 | 是 | [ 161 ] |
| 捷克       | 是 | 是 | 是 | [ 162 ] |
| 斯洛伐克   | 是 | 是 | 是 | [ 163 ] |
| 波蘭       | 是 | 是 | 是 | [ 164 ] |
| 阿尔巴尼亚 | 是 | 是 | 是 | [ 165 ] |
| 瑞典       | 瑞典支持一个中国政策，这表明我们不承认台湾是一个独立主权的国家，并且瑞典与台湾没有建立外交关系。 | 瑞典支持一个中国政策，这表明我们不承认台湾是一个独立主权的国家，并且瑞典与台湾没有建立外交关系。 | 瑞典支持一个中国政策，这表明我们不承认台湾是一个独立主权的国家，并且瑞典与台湾没有建立外交关系。 | 没有查到建交公报，没有查到外交文件中有“唯一合法政府”“只有一个中国”或“台湾是中国领土”的表述，见2016年该国驻华大使馆在新浪微博上的声明 |
| 丹麦       | 坚定奉行一个中国政策，不支持台湾加入仅限主权国家参加的国际组织，不与台湾进行官方往来 | 坚定奉行一个中国政策，不支持台湾加入仅限主权国家参加的国际组织，不与台湾进行官方往来 | 坚定奉行一个中国政策，不支持台湾加入仅限主权国家参加的国际组织，不与台湾进行官方往来 | 没有查到建交公报，没有查到外交文件中有“唯一合法政府”“只有一个中国”或“台湾是中国领土”的表述，见2008年联合声明 |
| 瑞士       | 重申坚持奉行一个中国政策 | 重申坚持奉行一个中国政策 | 重申坚持奉行一个中国政策 | 没有查到建交公报，没有查到外交文件中有“唯一合法政府”“只有一个中国”或“台湾是中国领土”的表述，见2016年联合声明 |
| 列支敦斯登 | 未查到任何表态，可能与瑞士一致 | 未查到任何表态，可能与瑞士一致 | 未查到任何表态，可能与瑞士一致 | 没有查到建交公报或任何双边文件，没有查到任何“唯一合法政府”“只有一个中国”或“台湾是中国领土”的表述，没有查到“一个中国原则/政策”的表述。2010年时任中共中央政治局常委、中国国家副主席习近平会见列支敦士登首相克劳斯·曲切尔时称赞该国政府坚持一个中国政策，但该国没有明确回应或复述。基于该国1919年与瑞士的协议，在该国无相反表示的情况下，瑞士的外交表示可能适用于该国。 |
| 芬兰       | 重申坚持奉行一个中国政策 | 重申坚持奉行一个中国政策 | 重申坚持奉行一个中国政策 | 没有查到建交公报，没有查到外交文件中有“唯一合法政府”“只有一个中国”或“台湾是中国领土”的表述，见2017年联合声明 |
| 挪威       | 重申坚持一个中国政策，充分尊重中国的主权和领土完整，高度重视中国的核心利益和重大关切，不支持损害中方核心利益和重大关切的行为                                                                                             | 重申坚持一个中国政策，充分尊重中国的主权和领土完整，高度重视中国的核心利益和重大关切，不支持损害中方核心利益和重大关切的行为                                                                                             | 重申坚持一个中国政策，充分尊重中国的主权和领土完整，高度重视中国的核心利益和重大关切，不支持损害中方核心利益和重大关切的行为                                                                                             | 没有查到建交公报，没有查到外交文件中有“唯一合法政府”“只有一个中国”或“台湾是中国领土”的表述，见2016年双边关系正常化声明 |
| 塞爾維亞   | 是 | 是 | 是 | [ 172 ] |
| 法國       | 是 | 是 | 是 | 见1994年联合公报和2023年联合声明 |
| 義大利     | 是 | 是 | 中国政府重申：台湾是中华人民共和国领土不可分割的一部分。意大利政府注意到中国政府的这一声明 | 建交公报和2004年联合公报 |
| 圣马力诺   | 是 | 未查到相关表态 | 未查到相关表态 | 未查到外交文件中提到“一个中国政策/原则”“只有一个中国”或“台湾是中国领土”，见建立关系议定书 |
| 奥地利     | 是 | 是 | 未查到相关表态 | 未查到外交文件中提到“只有一个中国”或“台湾是中国领土”，见建交公报和2018年联合声明 |
| 比利时     | 是 | 是 | 中国政府重申：台湾是中华人民共和国领土不可分割的一部分。比利时政府注意到中国政府的这一声明 | 见建交公报和2014年联合声明 |
| 冰島       | 是 | 是 | 中国政府重申：台湾是中华人民共和国领土不可分割的一部分。冰岛政府注意到中国政府的这一声明 | 见建交公报和2005年该国总统会见胡景涛时的表态 |
| 馬爾他     | 是 | 是 | 中国政府重申：台湾省是中华人民共和国领土不可分割的一部分。马耳他政府注意到中国政府的这一声明。 | 见建交公报和2001年该国总统德马科会见江泽民时的表态 |
| 英國       | 是 | 是 | 联合王国政府承认（acknowledging）中国政府关于台湾是中华人民共和国的一个省的立场，决定于一九七二年三月十三日撤销其在台湾的官方代表机构                                                                                    | 见建交公报中文版与英文版，和2023年该国外交发展大臣克莱弗利与中国外长王毅会谈时的表态 |
| 荷蘭       | 是 | 是 | 中国政府重申台湾是中华人民共和国的一个省。荷兰王国政府尊重中国政府的这一立场，并重申它承认中华人民共和国政府是中国的唯一合法政府                                                                                         | 见建交公报和2014年联合声明 |
| 希腊       | 是 | 是 | 中国政府重申：台湾是中华人民共和国领土不可分割的一部分。希腊政府注意到中国政府的这一立场。 | 见建交公报和2006年联合声明 |
| 德国       | 德国政府承诺坚持明确的一个中国的政策，支持中国和平统一。德国政府反对“台湾独立”，并反对旨在加剧台湾海峡紧张局势的任何举动                                                                                                 | 德国政府承诺坚持明确的一个中国的政策，支持中国和平统一。德国政府反对“台湾独立”，并反对旨在加剧台湾海峡紧张局势的任何举动                                                                                                 | 德国政府承诺坚持明确的一个中国的政策，支持中国和平统一。德国政府反对“台湾独立”，并反对旨在加剧台湾海峡紧张局势的任何举动                                                                                                 | 没有查到外交文件中有“唯一合法政府”“只有一个中国”或“台湾是中国领土”的表述，见2008年联合声明 |
| 盧森堡     | 是 | 未查到相关表态 | 未查到相关表态 | 没有查到外交文件中有“一个中国政策/原则”“只有一个中国”或“台湾是中国领土”的表述，见建交公报，胡锦涛会见该国元首时曾赞赏对方坚持一个中国政策但对方没有回应 |
| 西班牙     | 是 | 是 | 西班牙国政府承认中华人民共和国政府为中国的唯一合法政府，承认中国政府关于台湾是中华人民共和国的一个省的立场，并决定在一九七三年四月十日前从台湾撤走其官方代表机构                                                         | 建交公报 |
| 葡萄牙     | 是 | 是 | 是 | 建交公报 |
| 愛爾蘭     | 是 | 是 | 继续坚定不移地奉行一个中国政策，反对任何损害中国领土完整的言论和主张，不支持台湾加入仅限主权国家参加的国际组织，支持两岸关系和平发展，支持中国实现和平统一大业                                                           | 见建交公报和2012年联合声明 |
| 爱沙尼亚   | 是 | 是 | 是 | 见建交公报和2022年该国外长会见中国外长王毅时的表态 |
| 拉脫維亞   | 是 | 是 | 是 | 见建交公报和2023年该国总统接受中国大使递交国书时的表态 |
| 立陶宛     | 是 | 是 | 是 | 见建交公报和2014年立陶宛总理布特克维丘斯会见李克强时的表态 |
| 乌克兰     | 是 | 是 | 是} | [ 189 ] |
| 白俄羅斯   | 中国方面重申，中华人民共和国政府是代表全中国的唯一合法政府。台湾是中国领土不可分割的一部分。中国方面坚决反对旨在制造“两个中国”、“一中一台”、“一国两府”、或“台湾独立”的任何企图和行动。白俄罗斯共和国支持中国的这一立场。 | 中国方面重申，中华人民共和国政府是代表全中国的唯一合法政府。台湾是中国领土不可分割的一部分。中国方面坚决反对旨在制造“两个中国”、“一中一台”、“一国两府”、或“台湾独立”的任何企图和行动。白俄罗斯共和国支持中国的这一立场。 | 中国方面重申，中华人民共和国政府是代表全中国的唯一合法政府。台湾是中国领土不可分割的一部分。中国方面坚决反对旨在制造“两个中国”、“一中一台”、“一国两府”、或“台湾独立”的任何企图和行动。白俄罗斯共和国支持中国的这一立场。 | 建交公报 |
| 摩尔多瓦   | 是 | 是 | 是 | [ 190 ] |
| 斯洛維尼亞 | 是 | 是 | 是 | [ 191 ] |
|            | 是 | 是 | 是 | 见建交公报和2002年联合声明 |
| 北馬其頓   | 是 | 是 | 是 | [ 193 ] |
| 安道尔     | 是 | 是 | 是 | 见建交公报和2005年该国首相会见温家宝时的表态 |
| 摩納哥     | 未查到相关表态，但通常认为如该国没有另行表态，该国外交政策和法国是一致的 | 未查到相关表态，但通常认为如该国没有另行表态，该国外交政策和法国是一致的 | 未查到相关表态 | 未查到建交公报，未查到外交文件中有“一个中国政策/原则”“只有一个中国”或“台湾是中国领土”的表述，胡锦涛会见该国元首阿尔贝二世亲王时曾赞赏他本人、摩纳哥王室和摩纳哥政府一贯坚持一个中国政策，但对方没有回应 |
|            | 是 | 是 | 是 | 见建交公报和2002年该国外长会见朱镕基时的表态 |
| 蒙特內哥羅 | 是 | 是 | 是 | 建交公报 |

#### 美洲
| 国家           | 承认“中华人民共和国政府是代表中国的唯一合法政府”                                                         | 承认“世界上只有一个中国”                                                                                 | 承认“台湾是中国领土（不可分割的一部分）” | 备注                                                                                             |
| -------------- | --- | --- | --- | ------------------------------------------------------------------------------------------------ |
| 古巴           | 是 | 是 | 是 | [ 197 ]                                                                                          |
| 加拿大         | 是 | 是 | 中国政府重申：台湾是中华人民共和国领土不可分割的一部分。加拿大政府注意到中国政府的这一立场。 | 见建交公报和2024年加拿大外长乔利会见王毅时的表态                                                 |
| 墨西哥         | 不明确                                                                                                   | 是 | 是 | 未查到“唯一合法政府”的表述，但该国承认台湾是中国领土，见2013年联合声明                           |
| 牙买加         | 是 | 是 | 未查到明确表态 | 见建交公报                                                                                       |
| 千里達及托巴哥 | 特方自50年前同中国正式建立外交关系以来始终是一个中国原则的坚定支持者和倡导者，特方将继续恪守一个中国原则 | 特方自50年前同中国正式建立外交关系以来始终是一个中国原则的坚定支持者和倡导者，特方将继续恪守一个中国原则 | 特方自50年前同中国正式建立外交关系以来始终是一个中国原则的坚定支持者和倡导者，特方将继续恪守一个中国原则 | 未查到外交文件明确表述“唯一合法政府”“世界上只有一个中国”或“台湾是中国领土”，见该国总理2024年表态 |
|                | 是 | 是 | 未查到明确表态 | 未查到外交文件明确表述“世界上只有一个中国”或“台湾是中国领土”建交公报                             |
| 美国           | 是 | 是 | 美利坚合众国政府承认（acknowledge）中国的立场，即只有一个中国，台湾是中国的一部分 | 建交公报中文版和英文版                                                                           |
| 安地卡及巴布達 | 是 | 是 | 是 | 见建交公报和2004年该国总理会见中国副外长时的表态                                                 |
| 格瑞那達       | 是 | 是 | 是 | 见复交公报和2023年该国外长会见王毅时的表态                                                       |
| 尼加拉瓜       | 是 | 是 | 是 | 复交公报                                                                                         |
| 巴哈马         | 是 | 是 | 是 | 建交公报                                                                                         |
| 多米尼克       | 是 | 是 | 是 | 建交公报                                                                                         |
|                | 是 | 是 | 是 | 建交公报                                                                                         |
| 巴拿马         | 是 | 是 | 是 | 建交公报                                                                                         |
|                | 是 | 是 | 是 | 建交公报                                                                                         |
| 薩爾瓦多       | 是 | 是 | 是 | 建交公报                                                                                         |
|                | 是 | 是 | 是 | 建交公报                                                                                         |
| 智利           | 是 | 是 | 中国政府重申：台湾是中华人民共和国领土不可分割的一部分。智利政府注意到中国政府的这一声明。（建交公报） 巴切莱特总统重申，智利坚定地奉行一个中国政策，尊重中华人民共和国的主权和领土完整，承认台湾和西藏是中国的一部分（2008年）                                                                   | 见建交公报和2008年联合新闻公报                                                                   |
| 秘魯           | 是 | 是 | 中国政府重申，台湾是中华人民共和国领土不可分割的一部分。秘鲁政府注意到中国政府的这一立场。（建交公报）秘方重申坚定奉行一个中国原则，承认台湾是中国领土不可分割的一部分，反对任何形式的“台独”（2016年）                                                                                            | 见建交公报和2016年联合声明                                                                       |
| 阿根廷         | 是 | 是 | 中国政府重申：台湾是中华人民共和国领土不可分割的一部分。阿根廷政府注意到中国政府的这一立场。（建交公报）支持两岸关系和平发展和中国政府为实现国家和平统一所作一切努力（2014年） | 见建交公报和2010年联合声明                                                                       |
|                | 重申坚定支持一个中国原则                                                                                 | 重申坚定支持一个中国原则                                                                                 | 重申坚定支持一个中国原则 | 未查到外交文件明确表述“唯一合法政府”“世界上只有一个中国”或“台湾是中国领土”，见2023年联合声明     |
| 委內瑞拉       | 是 | 是 | 中国政府重申台湾为中华人民共和国领土不可分割的一部分。委内瑞拉政府注意到中国政府的这一立场。（建交公报） 委方重申恪守一个中国原则的坚定立场，承认中华人民共和国政府是代表全中国的唯一合法政府，台湾是中国领土不可分割的一部分，坚定支持中国政府为实现国家统一所作的一切努力（2023年）             | 见建交公报和2023年联合声明                                                                       |
| 巴西           | 是 | 是 | 中国政府重申：台湾是中华人民共和国领土不可分割的一部分。巴西联邦共和国政府注意到中国政府的这一立场。（建交公报） 卢拉总统重申，巴方坚持一个中国原则，承认中华人民共和国政府是代表全中国的唯一合法政府，台湾是中国的一部分（2009年）                                                               | 见建交公报和2009年联合公报                                                                       |
| 苏里南         | 是 | 是 | 是 | 见2019年联合新闻公报                                                                             |
|                | 是 | 是 | 中国政府重申：台湾是中华人民共和国领土不可分割的一部分。厄瓜多尔共和国政府注意到中华人民共和国政府的这一立场。（建交公报） 支持中国政府为完成国家统一所作努力（2022年） | 建交公报、关于深化中厄全面战略伙伴关系的联合声明                                                 |
| 哥伦比亚       | 是 | 是 | 中国政府重申：台湾是中华人民共和国领土不可分割的一部分。哥伦比亚共和国政府注意到中华人民共和国政府的这一立场。（建交公报） 哥伦比亚政府重申恪守一个中国原则，承认中华人民共和国政府是代表全中国的唯一合法政府，台湾是中国领土不可分割的一部分，坚定支持中国政府为实现国家统一所作的努力（2023年） | 见建交公报和2023年联合声明                                                                       |
| 玻利维亚       | 是 | 是 | 是 | 见建交公报和2018年联合声明                                                                       |
| 乌拉圭         | 是 | 是 | 中国政府重申：台湾是中华人民共和国领土不可分割的一部分。乌拉圭东岸共和国政府注意到中国政府的这一立场。（建交公报） 乌方尊重国家主权和领土完整原则，支持中国统一，重申坚定奉行一个中国原则，承认台湾是中国领土不可分割的一部分，中方对此表示赞赏 (2016年）                                         | 见建交公报和2016年联合声明                                                                       |

#### 大洋洲
| 国家             | 承认“中华人民共和国政府是代表中国的唯一合法政府” | 承认“世界上只有一个中国” | 承认“台湾是中国领土（不可分割的一部分）” | 备注                                                                      |
| ---------------- | ------------------------------------------------ | --- | --- | ------------------------------------------------------------------------- |
|                  | 是                                               | 是 | 承认（acknowledges）中国政府关于台湾是中华人民共和国的一个省的立场 | 见建交公报中文版与英文版，和2003年该国总理霍华德会见温家宝时的表态        |
| 新西兰           | 是                                               | 是 | 中国政府重申：台湾是中华人民共和国不可分割的一部分，台湾是中华人民共和国的一个省。新西兰政府承认（acknowledges）中国政府的这一立场 | 见建交公报中文版、英文版和2014年联合声明                                  |
| 斐济             | 是                                               | 是 | 中国政府重申：台湾省是中华人民共和国领土不可分割的一部分。斐济政府承认（acknowledges）中国政府的这一立场。（建交公报） 斐方重申支持中华人民共和国政府的立场，即世界上只有一个中国，中华人民共和国政府是代表全中国的唯一合法政府，台湾是中国领土不可分割的一部分（2002年） | 见建交公报中文版、对应英文表述，和2002年联合声明                          |
| 萨摩亚           | 是                                               | 是 | 中国政府重申：台湾是中华人民共和国领土不可分割的一部分，台湾是中华人民共和国的一个省。西萨摩亚政府承认中国政府的这一立场。（建交公报） 萨方重申坚持一个中国政策，中华人民共和国政府是代表全中国的唯一合法政府，台湾是中国领土不可分割的一部分（2005年）                   | 见建交公报                                                                |
|                  | 是                                               | 是 | 是 | 见2004年联合新闻公报                                                      |
| 基里巴斯         | 是                                               | 是 | 是 | 复交公报                                                                  |
|                  | 是                                               | 是 | 是 | 见2019年联合新闻公报                                                      |
| 密克羅尼西亞聯邦 | 是                                               | 是 | 是 | 见建交公报、2024年联合声明、2000年该国总统利奥·法尔卡姆会见江泽民时的表态 |
| 庫克群島         | 是                                               | 中华人民共和国政府重申，世界上只有一个中国，台湾是中华人民共和国领土不可分割的一部分。库克群岛政府承认（recognizes）中国政府的这一立场 | 中华人民共和国政府重申，世界上只有一个中国，台湾是中华人民共和国领土不可分割的一部分。库克群岛政府承认（recognizes）中国政府的这一立场 | 见建交公报中文版和英文版                                                  |
|                  | 是                                               | 是 | 是 | 建交公报                                                                  |
| 瑙鲁             | 是                                               | 是 | 是 | 复交公报                                                                  |
| 纽埃             | 是                                               | 是 | 是 | 建交公报                                                                  |
| 所罗门群岛       | 是                                               | 是 | 是 | 建交公报                                                                  |

### 与中华民国（台湾）建交的国家
| 国家           | 对中华人民共和国的立场 |
| -------------- | --- |
| 梵蒂冈         | 教廷1942年与中华民国建立外交关系。中国人民解放军进入南京时，未将教廷视为合法的驻华使馆，并未要求其承认当时新成立的中华人民共和国。此后双方在主教任命权、中国天主教爱国会和中国天主教全国代表会议制度等问题上有长期争执，1951年因此被迫關閉公使館。教廷和中华人民共和国从未承认过对方，但中华人民共和国承认梵蒂冈城国，双方于2018年签署关于主教任命的临时性协议并两次延期。 |
|                | 双方从未建交，斯威士兰在1968年独立后与中华民国建交，维持至今。斯威士兰没有任何驻中华人民共和国的机构，中华人民共和国对斯威士兰的事务由其驻南非大使馆兼辖。 |
| 马绍尔群岛     | 双方于1990年11月16日建交。因1998年11月20日马绍尔群岛与中华民国建交，中华人民共和国在同年12月11日与马绍尔群岛断绝外交关系，但仍設有留守組。马绍尔群岛在中华人民共和国无代表机构，中华人民共和国对马绍尔群岛的相关事务由其驻密克罗尼西亚联邦大使馆兼辖。在建交公报中马绍尔群岛曾表示“承认中华人民共和国政府是中国的唯一合法政府”。                                           |
| 帛琉           | 双方从未建交，帕劳自1999年起与中华民国建交。帕劳在中华人民共和国无代表机构，中华人民共和国对帕劳的相关事务由其驻密克罗尼西亚联邦大使馆兼辖。 |
|                | 双方从未建交，图瓦卢自1979年起与中华民国建交。图瓦卢在中华人民共和国无代表机构，中华人民共和国对图瓦卢的相关事务由其驻斐济大使馆兼辖。 |
|                | 双方在1987年2月6日建交。1989年10月11日，伯利兹宣布与中华民国建交；10月23日，中华人民共和国政府宣布与伯利兹断交。目前中华人民共和国在伯利兹无代表机构，相关事务由驻牙买加大使馆兼辖。伯利兹在香港设有伯利兹贸易办事处（前称伯利兹驻香港名誉领事馆，1997年6月经双方同意改为现名）。在建交公报中伯利兹曾表示“承认中华人民共和国政府为中国的唯一合法政府”。                    |
|                | 两国未曾建交，在对方境内无代表机构。危地马拉自1933年起与中华民国建交。中华人民共和国对危地马拉的相关事务由其驻哥斯达黎加大使馆兼辖。 |
| 海地           | 双方未曾建立外交关系，海地自1956年起与中华民国建交。1997年1月和1998年2月，中国和海地根据于1996年签署的《中华人民共和国和海地共和国关于互设商贸办事处的协议》分别在对方首都设立贸易发展办事处。 |
| 圣基茨和尼维斯 | 双方未曾建交，圣基茨和尼维斯自1983年起和中华民国建交。中华人民共和国对圣基茨和尼维斯的相关事务由其驻安提瓜和巴布达大使馆兼辖。 |
| 圣卢西亚       | 双方曾于1997年9月1日建交。2007年4月30日，圣卢西亚宣布与中华民国建交，中华人民共和国因此在5月5日与之断交。目前中华人民共和国对圣卢西亚相关事务由其驻巴巴多斯大使馆兼辖。在建交公报中圣卢西亚曾表示“承认世界上只有一个中国，中华人民共和国政府是中国的唯一合法政府，台湾是中华人民共和国的一个省”。                                                                          |
|                | 双方未曾建交，圣文森特和格林纳丁斯自1981年起与中华民国建交。中华人民共和国对圣文森特和格林纳丁斯的相关事务由其驻巴巴多斯大使馆兼辖。 |
| 巴拉圭         | 双方未曾建交，巴拉圭自1957年起与中华民国建交。中华人民共和国对巴拉圭的相关事务由其驻巴西圣保罗总领事馆兼辖。巴拉圭目前通过其驻韩国大使馆兼辖对中国大陆相关事务，而对香港和澳门的相关事务则由巴拉圭驻日本大使馆兼辖。 |

### 与中华人民共和国和中华民国（台湾）均无外交关系
| 国家 | 承认“中华人民共和国政府是代表中国的唯一合法政府”                 | 承认“世界上只有一个中国”                                         | 承认“台湾是中国领土（不可分割的一部分）”                         | 备注 |
| ---- | ---------------------------------------------------------------- | ---------------------------------------------------------------- | ---------------------------------------------------------------- | --- |
| 不丹 | 不丹坚定奉行一个中国政策，将在台湾、涉藏等问题上继续支持中方立场 | 不丹坚定奉行一个中国政策，将在台湾、涉藏等问题上继续支持中方立场 | 不丹坚定奉行一个中国政策，将在台湾、涉藏等问题上继续支持中方立场 | 是目前唯一同时与中华人民共和国以及中华民国均无正式外交关系的国家（不丹与印度有特殊关系，与联合国安理会所有常任理事国均无建交）。中华人民共和国对不丹事务由其驻印度大使馆兼辖，不丹在香港和澳门设有名誉领事。 |

## 各國際組織模式

### 聯合國模式
聯合國大會第2758號決議中，承认了中華人民共和國政府的代表是中国在联合国组织的唯一合法代表。

#### 潘基文的言辞争议
時任联合国秘书长潘基文在2005年退回台湾加入联合国的官方函件中指出，“联合国认为，就一切意图和目的而言，台湾均是中华人民共和国不可分割的一部分。”
中华民国政府对联合国的这一立场表示反对，并向联合国大会致函指出，「恕我们直言，根据上述《联合国宪章》和规则的有关内容，秘书长的反应超出了他的特权范围。秘书长单方面决定，联合国认为『就一切意图和目的而言，台湾均是中华人民共和国不可分割的一部分』。这是在篡夺安全理事会依据安全理事会暂行议事规则第60条作出此类决定的专有权利和义务。」不过该函件旋即遭到联合国大会总务委员会退回，並同时拒绝将这一问题列入大會议程。
維基解密在2011年揭露的機密電文顯示，美國、澳大利亞、加拿大及日本等國於2007年說服聯合國停止使用「台灣是中國的一部分」措辭。在文件內，潘基文会见美國駐聯合國大使扎勒米·哈利勒扎德坦承這個措辭“用太過了”，並承諾聯合國以後不再使用。但此后，联合国仍对外使用“中国台湾省”一词。

### WTO模式
中华人民共和国（作为中国（China）的代表）经过15年的谈判后，于2001年加入世界贸易组织。作为台湾的代表的中华民国则于2002年作为“臺澎金馬個別關稅領域（Separate Customs Territory of Taiwan, Penghu, Kinmen and Matsu）”加入世界贸易组织。

## 学者研究
據日本國際教養大學中國研究助理教授陳宥樺研究，雖然中俄在官方宣傳上都展示支持對方，但俄羅斯官方外交文件上只有「尊重與支持」（Respects and supports）中華人民共和國對台灣的立場，但沒有明確表達支持一個中國。這是獨特的俄國模式。中華亞太菁英交流協會秘書長王智盛認為這個模式顯示俄國政府一向優先考慮自身利益。
丹麥國際關係研究所於2024年2月發布丹麥學者布·佛斯比（AndreasBøje Forsby）報告。佛斯比分析，歐盟多數成員國採取務實主義（pragmatist），主張維持現狀，只要在不挑戰一個中國政策的前提下，就會支持台灣。北歐國家在一中政策上採取外交模糊，如丹麥承認中華人民共和國為唯一合法中國政府，但對台灣主權歸屬未做任何表態。但中國外交部長王毅2021年11月與丹麥外長庫服特（Jeppe Kofod）會晤，主張丹麥會遵守中國的一中原則，丹麥政府未做澄清。中國駐冰島、挪威的大使，蓄意誇大，稱冰島與挪威反對分裂的中國，支持台灣是中國的一部份，與冰島、挪威的立場不同，但這兩國政府也未作公開澄清。北歐國家在中國強加一個中國原則時沒有公開反駁，將會造成中國趁機擴張其影響力，使北歐國家難以反制中國漸增的自作主張，影響北歐國家的外交空間。
據新加坡學者莊嘉穎在2023年發布的研究指出，雖然中華人民共和國宣稱有超過180個國家支持一中原則，但各國態度上卻有微小差別。完全支持中華人民共和國一個中國立場的國家只有51國，其他國家在用字上有些微差異，雖然與中華人民共和國建立外交關係，但對於中華民國是否為主權獨立國家，以及中華人民共和國是否擁有台灣主權，態度模糊。